# Marchwood
Marchwood är en ort och civil parish i Storbritannien.   Den ligger i grevskapet Hampshire och riksdelen England, i den södra delen av landet, 120 km sydväst om huvudstaden London. Marchwood ligger 10 meter över havet och antalet invånare är 5 710.
Terrängen runt Marchwood är platt. Runt Marchwood är det ganska tätbefolkat, med 222 invånare per kvadratkilometer. Närmaste större samhälle är Southampton, 3,9 km öster om Marchwood. I omgivningarna runt Marchwood växer i huvudsak blandskog.